# مكتب الإذاعة والتلفزيون لبنين

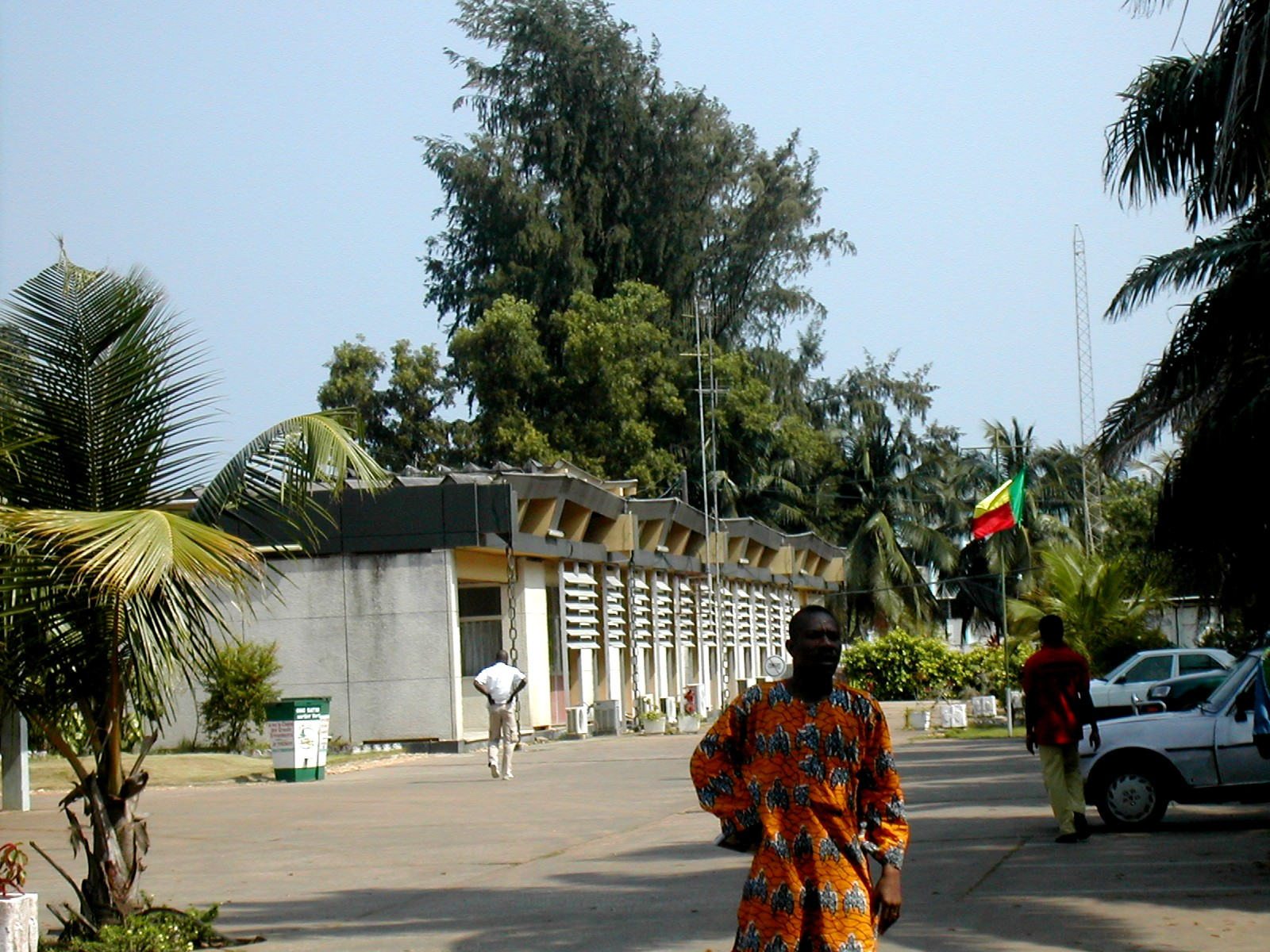
مقر القناة بمدينة كوتونو

مكتب الإذاعة والتلفزيون لبنين (بالإنجليزية: ORTB)‏ هي قناة تلفزيونية أرضية يقع مقرها بمدينة كوتونو بدولة بنين.

## روابط خارجية
- الموقع الرسمي